# Seznam ruskih filozofov
Seznam ruskih filozofov.

## A
- Vladimir Viktorovič Adoratski [Владимир Викторович Адоратский] (1878 – 1945)
- Pjotr Onisimovič Afanasjev (1874 – 1944) (pedagog)
- Viktor Grigorjevič Afanasjev (1922 – 1994)
- Abel Aganbegjan (1932 –) (ekonomist armenskega rodu)
- Ivan Sergejevič Aksakov [Иван Сергеевич Аксаков] (1823 – 1886)
- Konstantin Sergejevič Aksakov [Константин Сергеевич Аксаков] (1817 – 1860)
- Pavel Borisovič Akselrod [Павел Борисович Аксельрод] (1850 – 1928)
- Aleksander Danilovič Aleksandrov [Алекса́ндр Дани́лович Алекса́ндров] (1912 – 1999)
- Georgij Fjodorovič Aleksandrov (1908 – 1961)
- Leonid Nikolajevič Andrejev (1871 – 1919)   ?
- Ivan Anisimov (1899 – 1966)
- Iraklij Luarasovič Andronikov (1908 – 1990)
- Maksim Aleksejevič Antonovič (1835 – 1918)
- Boris Ignatjevič Arvatov (1896 – 1940)
- Sergej Aleksejevič Askoldov (1871 – 1945)
- Valentin Ferdinandovič Asmus [Валенти́н Фердина́ндович А́смус] (1894 – 1975)
- protopop Avakum Petrov (Avvakum Petrovič Kondratjev) [Авваку́м Петро́в; Аввакум Петрович Кондратьев] (1620 – 1682)
- Nikolaj Avksentjev?

## B
- Mihail Mihajlovič Bahtin [Михаи́л Миха́йлович Бахти́н] (1895 – 1975)
- Mihail Aleksandrovič Bakunin [Михаи́л Алекса́ндрович Баку́нин] (1814 – 1876)
- Ju. Ja. Barabaš (estetik?)
- Vladimir Aleksandrovič Bazarov (Влади́мир Алекса́ндрович База́ров) (1874 – 1939)
- Andrej Beli [Андре́й Бе́лый] (1880 – 1934)
- Visarjon Grigorjevič Belinski [Виссарио́н Григо́рьевич Бели́нский] (1811 – 1848)
- Nikolaj Aleksandrovič Berdjajev [Николай Александрович Бердяев] (1874 – 1948)
- Jakov Aleksandrovič Berman (1868 – 1933)
- Vladimir Bibihin (1938 – 2004)
- Helena Petrovna Blavacka (Blavatsky) [Еле́на Петро́вна Блава́тская] (1831 – 1891) (okultistka, teozofinja)
- Dmitrij Ivanovič Blohincev (Дмитрий Иванович Блохинцев) (1908 – 1979) (fizik)
- Aleksander Aleksandrovič Blok [Алекса́ндр Алекса́ндрович Блок] (1880 – 1921)
- Aleksander Aleksandrovič Bogdanov [Александр Александрович Богданов] (1873 – 1928)
- Nikolaj Ivanovič Buharin [Никола́й Ива́нович Буха́рин] (1888 – 1938)
- Sergej Nikolajevič Bulgakov [Сергей Николаевич Булгаков] (1871 – 1944)
- Aleksandr Vladimirovič Buzgalin [Александр Владимирович Бузгалин] (1954 –)

## C
- Dimitrij Nikolajevič Certeljev (1852 – 1911)
- Konstantin Edvardovič Ciolkovski [Константи́н Эдуа́рдович Циолко́вский] (1857 – 1935)
- Fjodor Mihajlovič Burlacki (1927 – 2014)

## Č
- Peter (Pjotr) Jakovljevič Čaadajev [Пётр Яковлевич Чаадаев]  (1794 – 1856)
- Georgij Ivanovič Čelpanov (1862 – 1936)
- Nikolaj Gavrilovič Černiševski [Никола́й Гаври́лович Черныше́вский] (1828 – 1889)
- Albert Konstantinovič Černjenko [Альбе́рт Константи́нович Черне́нко] (1935 – 2009)
- Boris Nikolajevič Čičerin [Бори́с Никола́евич Чиче́рин] (1828 – 1904)
- Dmitrij Ivanovič Čiževski (1894 – 1977)
- Aleksandr Nikolajevič Čumakov [Алекса́ндр Никола́евич Чумако́в] (1950 –)

## D
- Nikolaj Francevič Danielson [Никола́й Фра́нцевич Дание́льсон] (1844 – 1918)
- Abram Mojsejevič Deborin (Joffe) [Абрам Моисеевич Деборин (Иоффе)] (1881 – 1963)
- Fjodor Mihajlovič Dostojevski [Фёдор Миха́йлович Достое́вский] (1821 – 1881)
- Nikolaj Aleksandrovič Dobroljubov [Николай Александрович Добролюбов] (1836 – 1861)
- Aleksander Gelijevič Dugin [Алекса́ндр Ге́льевич Ду́гин] (1962 –)

## E
- Jevgenij Nikolajevič Edelson [Евгений Николаевич Эдельсон] (1824 – 1868)
- Aleksander Etkind (1955 –)
- Paul Nikolaevich Evdokimov gl. >> Pavel N. Jevdokimov

## F
- Pjotr Nikolajevič Fedosejev (1908 – 1990)
- Filaret, Moskovski metropolit [Митрополи́т Филаре́т; V. M. Drozdov (Дроздо́в Васи́лий Миха́йлович)] (1821 – 1867)
- Dmitrij Vladimirovič Filosofov (Дми́трий Влади́мирович Филосо́фов) (1872 – 1940)
- Filotej (Filofej) iz Pskova [Филофей Псковский] (~1465 – 1542)
- Nikolaj Fjodorovič Fjodorov [Никола́й Фёдорович Фёдоров] (1829 – 1903)
- Pavel Aleksandrovič Florenski [Павел Александрович Флоренский] (1882 – 1937)
- Georgij Vasiljevič Florovski [Георгий Васильевич Флоровский] (1893 – 1979)
- Denis Ivanovič Fonvizin [Денис Иванович Фонвизин] (1744 – 1792)
- Semjon Ljudvigovič Frank [Семён Лю́двигович Франк] (1877 – 1950)
- Ivan T. Frolov (1929 – 1999)
- Fudelʹ, Sergeî Iosifovič (1900 - 1977)
- Andrej Iljič Fursov (1951 –)

## G
- Georgij Apolonovič Gapon [Георгий Аполлонович Гапон] (1870 – 1906)
- Aleksander Ivanovič Gercen/Hercen [Алекса́ндр Ива́нович Ге́рцен] (1812 – 1870)
- Mihail Geršenzon (1869 – 1925)
- Aleksej Nikitič Giljarov [Алексей Никитич Гиляров] (1 855/56 – 1938)
- Zinajda Nikolajevna Gippius [Zinaïda Hippius; Зинаи́да Никола́евна Ги́ппиус] (1869 – 1945)
- G. E. Glezerman
- S. S. Gogotski
- Emma Goldman (1869 – 1940) (rusko-ameriška anarhistka)
- Fjodor Aleksandrovič Golubinski (1797 – 1854)
- Aleksandr Mihajlovič Gorčakov (1798 – 1883)
- Mihail Konstantinovič Gorškov (1950 –) (sociolog)
- Maksim Grek?
- Leonid Grinin (1958 –)
- Boris Groys (1947 –) (rusko-nemško-ameriški)
- Georges (Ivanovič) Gurdjieff / G. I. Gurdjieff (1866/72/7?–1949)

## H
- Tigran Hačaturov (1906 - 1989) ekonomist
- Aleksander Ivanovič Hercen >> Gercen
- Boris Mihajlovič Gessen/Hessen (1893 – 1936) (fizik, zgodovinar znanosti, filozof)
- Aleksej Stepanovič Homjakov [Алексей Степанович Хомяков] (1804 – 1860)

## I
- Evald Vasiljevič Iljenkov (1924 – 1979)
- Leonid Fjodorovič Iljičov (1906 – 1990)
- Ivan Aleksandrovič Iljin [Ива́н Алекса́ндрович Ильи́н] (1883 – 1954)
- Mihail Trifonovič Iovčuk [Михаил Трифонович Иовчук] (1908 – 1990)
- Vjačeslav Ivanovič Ivanov [Вячеслав Иванович Иванов] (1866 – 1949)
- Vladimir Aleksejevič Ivanov [Владимир Алексеевич Иванов] (1886 – 1970)
- Razumnik Vasiljevich Ivanov-Razumnik (pravi priimek Ivanov) [Разумник Васильевич Иванов-Разумник] (1878 – 1946)

## J
- Roman Osipovič Jakobson [Роман Осипович Якобсон] (1896 – 1982)
- Aleksander Nikolajevič Jakovljev (1923 – 2005)
- Lev Jakubinski (lit. teoretik) .
- Jemeljan Jaroslavski (1878 – 1943)
- Pavel Nikolajevič Jevdokimov (Павел Николаевич Евдокимов) (1901 – 1970)
- Pavel Fjodorovič Judin (1899 – 1968)
- P. D. Jurkevič
- I. D. Yurkevigh ?

## K
- Vasilij Vasiljevič Kandinski [Василий Васильевич Кандинский] (1866 – 1944)
- Sergej Georgijevič Kara-Murza (1939 –)  ??
- Nikolaj Mihaijlovič Karamzin [Никола́й Миха́йлович Карамзи́н] (1766 – 1826)
- L. Karasavin
- V. N. Karpov
- Mihail Nikiforovič Katkov [Михаи́л Ники́форович Катко́в] (1818 – 1887)
- Bonifatij Mihajlovič Kedrov  [Бонифа́тий Миха́йлович Ке́дров] (1903 – 1985)
- Ivan Vasiljevič Kirejevski/Kirijevski [Ива́н Васи́льевич Кире́евский] (1806 – 1856)
- Alexandre Kojève [Aleksander Vladimirovič Koževnikov / Александр Владимирович Кожевников] (1902 – 1968)
- Nikolaj Dmitrijevič Kondratjev (1892 – 1938) (ekonomist - teoretik NEP)
- Aleksander Mihajlovič Kondratov ?? (1937 – 1993) (vse mogoče)
- Fjodor Vasiljevič Konstantinov [Фёдор Васи́льевич Константи́нов] (1901 – 1991)
- Alexandre Koyré (Aleksander Vladimirovič Kojrakski / Александр Владимирович Койракский) (1892 – 1964)
- Lev Zalmanovič (Zinovjevič) Kopeljev (Лев Залма́нович (Зино́вьевич) Ко́пелев /nem. Lew S. Kopelew) (1912 – 1997)
- Pavel Vasiljevič Kopnin [Пáвел Васи́льевич Копни́н] (1922 – 1971)
- Vladimir Galaktionovič Korolenko [Влади́мир Галактио́нович Короле́нко /ukr. Володи́мир Галактіо́нович Короле́нко] (1853 –  1921)
- Ričard Ivanovič Kosolapov [Ричард Иванович Косолапов] (1930 – 2020)
- A. Kozlov
- Vadim Valerjanovič Kožinov (1930 – 2001)
- Konstantin Anatoljevič Krilov (Константин Анатольевич Крылов) (1967 – 2020)
- Peter Aleksejevič Kropotkin [Пётр Алексе́евич Кропо́ткин] (1842 – 1921)
- Nadežda Konstantinovna Krupskaja [Наде́жда Константи́новна Кру́пская] (1869 – 1939)
- V. D. Kudrjavcev (1828 – 1891)
- Ivan V. Kuznjecov (1911 – ?)

## L
- Pjotr Lavrovič Lavrov (Пётр Лаврович Лавров) (1823 – 1900)
- Vladimir Iljič Uljanov - Lenin [Владимир Ильич Ульянов - Ленин] (1870 – 1924)
- Aleksej Nikolajevič Leontjev (1903 – 1979)
- V. V. Lesevič (1837 – 1905)
- Mihail Andrejevič Leonov (1902 – 1952)

- Jurij Levada [Ю́рий Алекса́ндрович Лева́да] (1930 – 2006) (sociolog, politolog)
- Mihail Aleksandrovič Lifšic [Михаи́л Алекса́ндрович Ли́фшиц] (1905 – 1983)
- Dimitrij Sergejevič Lihačov [Дми́трий Серге́евич Лихачёв] (1906 – 1999)
- Nikolaj Ivanovič Lobačevski [Никола́й Ива́нович Лобаче́вский] (1792 – 1856)
- Lev Mihajlovič Lopatin (1855 – 1920)
- Ivan Vladimirovič Lopuhin [Ива́н Влади́мирович Лопухи́н] (1756 – 1816)
- Aleksej Fjodorovič Losev [Алексе́й Фёдорович Ло́сев] (1893 – 1988)
- Nikolaj Onufrijevič Los(s)ki [Николай Онуфриевич Лосский] (1870 – 1965)
- Vladimir Nikolajevič Los(s)ki [Владимир Николаевич Лосский] (1903 – 1958)
- Jurij Mihajlovič Lotman (1922 – 1993) (semiotik)
- Mihhail Lotman (1952 –) (biolog, okoljevarstvenik)
- Anatolij Vasiljevič Lunačarski [Анато́лий Васи́льевич Лунача́рский] (1875 – 1933)
- Ivan Kapitonovič Luppol (Иван Капитонович Лу́ппол) (1896 – 1943)

## M
- Anton Semjonovič Makarenko [Антон Семёнович Макаренко] (1888 – 1939)
- Kazimir Severinovič Malevič (1878 – 1935)
- Dmitrij Marecki (1901 – 1937)
- Vladimir Martinenko (1957 -) (sociolog...)
- Danila Andrejevič Medvedjev (1980 -)
- Pavel Nikolajevič Medvedjev [Па́вел Никола́евич Медве́дев] (1891/92 – 1938)
- Vladimir Megre (1950 -)
- Dimitrij Ivanovič Mendelejev [Дми́трий Ива́нович Менделе́ев] (1834 – 1907)
- Dimitrij Sergejevič Merežkovski [Дми́трий Серге́евич Мережко́вский] (1865 – 1941)
- Nikolaj Konstantinovič Mihajlovski [Никола́й Константи́нович Михайло́вский] (1842 – 1904) (sociolog, ...)
- Ivan Pavlovič Minajev / Minayeff (Иван Павлович Минаев) (1840 – 1890) (indolog - budizem)
- Mark Borisovič Mitin [Марк Борисович Митин] (1901 – 1987)

## N
- Sergej Genadjevič Nečajev [Серге́й Генна́диевич Неча́ев] (1847 – 1882)
- Pavel Ivanovič Novgorodcev [Па́вел Ива́нович Новгоро́дцев] (1886 – 1924)
- Peter (Pjotr) Sergejevič Novikov (1901 – 1975) (logik, matematik)

## O
- Vladimir Fjodorovič Odojevski [Владимир Фёдорович Одоевский] (1803 – 1869)
- Nikolaj Platonovič Ogarev/Ogarjov [Никола́й Плато́нович Огарёв]
- Sergej Fjodorovič /Serge/ Oldenburg (Серге́й Фёдорович Ольденбу́рг) (1863 – 1934) (indolog, budizem)
- Gennadij V. Osipov (1929 –)
- Mojsej Ostrogorski (1854 – 1921) (sociolog ...)
- Piotr Ouspensky (Peter Uspenski) (1878 – 1947)

## P
- Aleksander Panarin (1940 – 2003)
- Jevgenij Bronislavovič Pašukanis [Евгений Брониславович Пашуканис]  (1891 – 1937)
- Ivan Petrovič Pavlov [Иван Петрович Павлов] (1849 – 1936)
- Pavel Pestel (1793 – 1926)
- Mihail Vasiljevič Petraševski [Михаил Васильевич Буташевич-Петрашевский] (1821 – 1866)
- Stefan Antonovič Petruševski ?
- Avakum Petrov, protopop (Avvakum Petrovič Kondratjev) (Авваку́м Петро́в; Аввакум Петрович Кондратьев) (1620 – 1682)
- Dimitrij Ivanovič Pisarjev [Дмитрий Иванович Писарев] (1840 – 1868)
- Georgij Valentinovič Plehanov - "Volgin" [Георгий Валентинович Плеханов] (1856 – 1918)
- Konstantin Petrovič Pobedonoscev [Константин Петрович Победоносцев] (1827 – 1907)
- Grigorij Solomonovič Pomeranc [Григо́рий Соломо́нович Помера́нц] (1918 – 2013)
- Jevgenij Aleksejevič Preobraženski [Евгений Алексеевич Преображенский] (1886 – 1937)
- V. Preobraženski (1854 – 1900)
- Gelian Mihajlovič Prohorov (1936 – 2017) (filolog)
- Teofan (Jeleazar) Prokopovič (Arhiepiskop Teofan) [Архиепископ Феофа́н; krstno ime : Елеазар Прокопович] (1681 – 1736)
- Nikolaj Nikolajevič Punin [Никола́й Никола́евич Пу́нин] (1888 – 1953) (umetnostni teoretik...)

## R
- Aleksander Nikolajevič Radiščev (Алекса́ндр Никола́евич Ради́щев) (1749 – 1802)
- Ayn Rand (prvotno ime Alisa Zinovjevna Rosenbaum) [Алиса Зиновьевна Розенбаум] (1905 – 1982) (rusko-ameriška)
- Helena Ivanovna Roerich/Rerih (r. Šapošnikova) [Елéна Ивáновна Рéрих] (1879 – 1955) (teozofinja)
- Mark Mojsejevič Rosenthal [Марк Моисеевич Розенталь] (1906 – 1975)
- Arkadij Rovner [Аркадий Борисович Ровнер] (1940 – 2019)
- Vasilij Vasiljevič Rozanov [Василий Васильевич Рóзанов] (1856 – 1919)
- Nikolaj Sergejevič Rusanov [Никола́й Серге́евич Руса́нов] (1859 – 1939)

## S
- Ivan Mihajlovič Sečenov [Ива́н Миха́йлович Се́ченов] (1829 – 1905) (fiziolog, nevrolog, psiholog...)
- Jurij I. Semjonov (Yuri Semenov) (1929 –)
- Jurij Nikolajevič Semjonov (1925 – 1995)
- Viktor Serge, Viktor L´vovič Kibal´čič [Ви́ктор Льво́вич Киба́льчич] (1890 – 1947)
- F. F. Sidonski
- Shneur Zalman Liadi [Hebr.: שניאור זלמן מליאדי‎]
- Aleksander Nikolajevič Skrjabin [Алекса́ндр Никола́евич Скря́бинь] (1871/72 – 1915)
- Viktor Andrejevič Skumin [Ви́ктор Андре́евич Ску́мин] (1948 –)
- Apolon Ivanovič Smirnov (1838 – 1902)
- Oleg Nikolajevič Smolin [Оле́г Никола́евич Смо́лин] (1952 –)
- Vladimir Sergejevič Solovjov [Влади́мир Серге́евич Соловьё́в] (1853 – 1900)
- Ivan Skvorcov-Stepanov [Иван Скворцов-Степанов] (1870 – 1928)
- Aleksander Isajevič Solženicin (1918 – 2008)
- Pitirim Aleksandrovič Sorokin  [Питирим Александрович Сорокин] (1889 – 1968)
- Ivan Ivanovič Solletrinski [Ива́н Ива́нович Соллерти́нский] (1902 – 1944)
- Evgen V. Spektorski (Jevgenij Vasiljevič Spektorski) (1875 – 1951) (rus.-srbsko-slovensko-ameriški)
- Mihail Mikailovič Speranski [Михаи́л Миха́йлович Спера́нский]  (1772 – 1839)
- Aleksander Georgijevič Spirkin (1918 – 2004)
- Nikolaj Vladimirovič Stankevič [Никола́й Влади́мирович Станке́вич] (1813 – 1840)
- Stepanjan ?
- Leonid Stolovič (1929 – 2013)
- Peter Berngardovič Struve [Пётр Бернга́рдович Стру́ве] (1870 – 1944)
- Aleksej Sergejevič Suvorin (1834 - 1912)

## Š
- Igor Rostislavovič Šafarevič [И́горь Ростисла́вович Шафаре́вич] (1923 – 2017)
- Georgij Petrovič Ščedrovicki (Георгий Петрович Щедровицкий) (1929 – 1994)
- Aleksej Vasiljevič Ščeglov
- Fjodor Ippolitovič Ščerbatskoj /F. Th. Stcherbatsky / Stcherbatsky (Фёдор Ипполи́тович Щербатско́й) (1866 – 1942) (indolog: budizem)
- Aleksander V. Ščipkov (1957 –)
- Dmitrij Trofimovič Šepilov (1905 – 1995)
- Lev Izakovič Šestov [Лев Исаакович Шестов; tudi Yehuda Leyb Schwarzmann/Иегуда Лейб Шварцман] (1866 – 1938)
- Aleksander Fjodorovič Šiškin (1902 – 1977)
- Gustav Gustavovič Špet (1879 – 1937)
- Аaron Zahaovič Štejnberg (‏אהרן שטײנבערג‏‎) (1891 – 1975)
- Isak Nahman Štejnberg [Исаак Нахман Штейнберг/Steinberg] (1888 – 1957)
- Aleksandr Valdenovič Šubin (1965 –)?

## T
- F. A. Ternovski (1838 - 1884)
- Lev Aleksandrovič Tihomirov [Лев Александрович Тихомиров] (1852 – 1923)
- Nikolaj S. Timašev (1886 - 1970) (rus.-amer. pravnik, sociolog)
- Leonid Timofejev (literarni-umetnostni ideolog socialističnega realizma)
- Oksana Timofejeva (1978 -)
- Pjotr Nikitič Tkačev/Tkačov? [Петр Никитич Ткачев] (1844 – 1886)
- Lev Nikolajevič Tolstoj [Лев Никола́евич Толсто́й] (1828 – 1910)
- Boris V. Tomaševski (1890 – 1857)
- Vladimir Nikolajevič Toporov [Влади́мир Никола́евич Топоро́в] (1928 – 2005)
- M. Troicki (1835 - 1899)
- Lev Davidovič Trocki [Лев Дави́дович Тро́цкий] (1879 – 1940)
- Sergej Nikolajevič Trubeckoj (1862 – 1905)

## U
- Nikolaj Aleksejevič Umov (1846 – 1915)
- Boris Andrejevič Uspenski (*1937)
- Vladimir Andrejevič Uspenski (1930 – 2018)
- Pjotr Demjanovič Uspenski (Piotr Ouspensky) (1878 – 1947)

## V
- Jevgenij Samuilovič Varga [Евге́ний Самуи́лович Ва́рга] (1879 – 1964)
- Tatjana Vadimovna Vasiljeva (1942 – 2002) (filologinja ...)
- Dimitrij Vladimirovič Venevitinov (Дми́трий Влади́мирович Веневи́тинов) (1805 – 1827)
- Vladimir Ivanovič Vernadski (1863 – 1945) (naravoslovec)
- Aleksander Nikolajevič Veselovski (Алекса́ндр Никола́евич Весело́вский) (1838 – 1906) (literarni zgodovinar)
- Aleksej Nikolajevič Veselovski (Алексе́й Никола́евич Весело́вский (1843 – 1918) (literarni zgodovinar/teoretik)
- Lev Semjonovič Vigotski [Лев Семё́нович Выго́тский] (1896 – 1934)
- Jurij Vjazemski (pravo ime Jurij Simonov) (1951 –)
- Mihail Ivanovič Vladislavljev (1840 – 1890)
- Valentin Nikolajevič Vološinov (Валенти́н Никола́евич Воло́шинов) (1895 – 1936)
- Vasilij Pavlovič Voroncov (1847 – 1918)

## Z
- Jevgenij Ivanovič Zamjatin [Евге́ний Ива́нович Замя́тин] (1884 – 1937)
- Tatjana Zaslavskaja (1927 – 2013) (sociologinja)
- Vasilij Vasiljevič Zenkovski [Василий Васильевич Зеньковский] (1881 – 1962)
- Nikolaj Ivanovič Ziber [Никола́й Ива́нович Зи́бер] (1844 – 1888)
- Aleksander Aleksandrovič Zinovjev [Алекса́ндр Алекса́ндрович Зино́вьев] (1922 – 2006)

## Ž
- Andrej Aleksandrovič Ždanov [Андре́й Алекса́ндрович Жда́нов] (1896 – 1948)
- Vitaliij Vasiljevič Žuravljov (1931 – 2005)